# Pomlázka

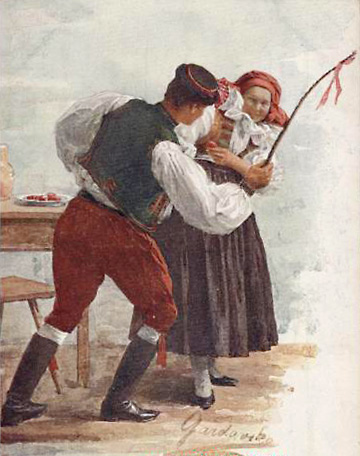
La pomlázka en Moravia, 1910

La pomlázka (AFI: [pɔmlaːska], en República Checa), la šibačka (AFI: ['ʂibatʂka], en Eslovaquia), lo smaganie (AFI: ['smaɡãɲɛ], en Polonia) o Schmackostern (en Alemania, nel passado áreas anteriormente de habla alemana en Polonia, Silesia y Transilvania), posiblemente Schmagostern, Stiepen (en Pomerania) a Stiepern (en norte de Alemania), es una costumbre rural de Pascua que, como la propia Pascua, está relacionada con antiguos cultos a la fertilidad y celebraciones primaverales.
Los solteros golpean a las mujeres jóvenes con el palo de la vida el Domingo o Lunes de Pascua. Se supone que la costumbre celebra el despertar de la naturaleza después del invierno y transfiere la fuerza vital de los brotes de las plantas a la mujer, dándole juventud, fertilidad, fuerza y vigor.
La pomlázka (en República Checa) son también varitas de sauce trenzadas en una vara más gruesa; habitualmente se utilizan 8 o 16 varitas. Las pomlázkas pequeñas sirven para azotar a las muchachas y a las grandes se les sujetan los listones que han obtenido los muchachos de parte de las muchachas azotadas (mientras más cintas se obtengan, es mejor). En Eslovaquia se llama el korbáč (AFI: ['korbaːtʂ]) o šibák (AFI: ['ʂibaːk]).